# اتريش توب
اتريش توب طائرة أحادية السطح قبل الحرب العالمية الأولى. كانت أول طائرة عسكرية يتم إنتاجها بكميات كبيرة في ألمانيا.
كانن مشهورًا جدًا قبل الحرب العالمية الأولى، واستخدمتها أيضًا القوات الجوية لإيطاليا والنمسا والمجر. حتى أن الفيلق الجوي الملكي شغل واحدة منها على الأقل في عام 1912. في 1 نوفمبر 1911، قام جوليو جافوتي وهو طيار إيطالي بإسقاط أول قنبلة جوية في العالم من طائرته فوق واحة عين زارة في ليبيا.  بمجرد أن بدأت الحرب، سرعان ما ثبت أنها غير كافية كطائرة حربية وسرعان ما تم استبدالها بتصاميم أخرى.

## العاملين
وصلة=|حدود  الأرجنتين
- القوات الجوية الأرجنتينية
- البحرية الأرجنتينية

وصلة=|حدود  النمسا-المجر
- القوات الجوية الإمبراطورية النمساوية المجرية

وصلة=|حدود  بلغاريا
- سلاح الجو البلغاري

وصلة=|حدود الصين
- طلب الثوريون الصينيون بوحدتين لمحاربة إمبراطورية تشينغ الصينية، ولكن عندما وصلوا إلى شنغهاي في ديسمبر 1911 مع طائرات أخرى من طراز تاوب طلبت من القوات الألمانية الإمبراطورية المتمركزة في الصين، أُسقطت أسرة تشينغ بالفعل ولم تستخدم الطائرات في المعركة.

وصلة=|حدود  الإمبراطورية الألمانية
- القوات الجوية الألمانية القيصرية
- كايزرليش مارين

وصلة=|حدود قالب:بيانات بلد المملكة الإيطالية
- Corpo Aeronautico Militare

وصلة=|حدود قالب:بيانات بلد الإمبراطورية اليابانية
- جمعية الطيران الامبراطوري [2]
- الخدمة الجوية للجيش الإمبراطوري الياباني (بالوكالة) [3]

وصلة=|حدود  النرويج
- القوات الجوية الملكية النرويجية

وصلة=|حدود  Ottoman Empire
- القوات الجوية العثمانية

وصلة=|حدود  سويسرا
- القوات الجوية السويسرية

## روابط خارجية
- "Aircraft 'Made in Germany'". الطيران الدولي. ج. VI ع. 34: 877 etc. 21 أغسطس 1914. No. 295. مؤرشف من الأصل (PDF) في 2016-03-05. اطلع عليه بتاريخ 2011-06-13. "Aircraft 'Made in Germany'". الطيران الدولي. ج. VI ع. 34: 877 etc. 21 أغسطس 1914. No. 295. مؤرشف من الأصل (PDF) في 2016-03-05. اطلع عليه بتاريخ 2011-06-13. "Aircraft 'Made in Germany'". الطيران الدولي. ج. VI ع. 34: 877 etc. 21 أغسطس 1914. No. 295. مؤرشف من الأصل (PDF) في 2016-03-05. اطلع عليه بتاريخ 2011-06-13. "Aircraft 'Made in Germany'". الطيران الدولي. ج. VI ع. 34: 877 etc. 21 أغسطس 1914. No. 295. مؤرشف من الأصل (PDF) في 2016-03-05. اطلع عليه بتاريخ 2011-06-13. "Aircraft 'Made in Germany'". الطيران الدولي. ج. VI ع. 34: 877 etc. 21 أغسطس 1914. No. 295. مؤرشف من الأصل (PDF) في 2016-03-05. اطلع عليه بتاريخ 2011-06-13. "Aircraft 'Made in Germany'". الطيران الدولي. ج. VI ع. 34: 877 etc. 21 أغسطس 1914. No. 295. مؤرشف من الأصل (PDF) في 2016-03-05. اطلع عليه بتاريخ 2011-06-13. المقالة التي تصف أنواع الطائرات الألمانية المتوفرة في بداية الحرب العالمية الأولى ، نماذج Taube محددة موجودة في الصفحة. 880 (Albatros) ، ص. 897-899 (DFW ، Etrich) ، ص. 922- 924 (Goedecker، Gotha، Halberstadt، Hansa، Harlan)، pp. 939–940 (Jatho، Jeannin، Kondor)، and p. 958 (Rumpler).
- اتريش توب
- أرشيف Rosebud مع العديد من الصور
- البومة رئيس النقل متحف الطيران استنساخ 1913 Etrich Taube
- صور من Lohner Etrich-F Taube (والطائرات الأخرى)
- صور حول تجول متحف فيينا في وقت مبكر Etrich Taube ، من قبل أندي زيكيرس
- فيديو لبومة رأس التكاثر
- لوحة كريستوفر نيفينسون عام 1915 ، "متابعة طوبى"